# Akkerstraat 30 (Eindhoven)
Akkerstraat 30 in Eindhoven is een voormalig schoolgebouw naar ontwerp van Johan Wilhelm Hanrath en Paul Briët. Het gemeentelijke monument is sinds midden jaren tien een wooncomplex.
Het in 1930 door Hanrath en Briët ontworpen schoolgebouw diende aanvankelijk een nutsschool waar Montessorionderwijs gegeven werd. De school groeide en in de loop van de jaren zijn er diverse verbouwingen en uitbreidingen geweest.
Rond de eeuwwisseling had de school ruim 600 leerlingen en werd het toch te krap. Toen in het begin van de 21e eeuw gemeente Eindhoven spilcentra ontwikkelde, is de school, inmiddels De Trinoom genaamd, in 2009 verhuisd naar spilcentrum Don Boscostraat.
Akkerstraat 30 werd daarna onder leiding van MAG Architecten verbouwd tot wooncomplex. De herontwikkeling werd genomineerd voor de Dirk Roosenburgprijs (2015-2017).